# Kelli Williams
Kelli Williams, född 8 juni 1970 i Los Angeles, Kalifornien, USA, är en amerikansk skådespelare. Hon är mest känd för sin genombrottsroll som Lindsay Dole i TV-serien Advokaterna. Williams har även medverkat i Men in Trees och Lie to Me.

## Filmografi
- 1989 – Quantum Leap (TV-serie) (1 avsnitt)
- 1989 – Skönheten och odjuret (TV-serie) (1 avsnitt)
- 1992 – I lagens namn (TV-serie) (1 avsnitt)
- 1992 – Systrar (TV-serie) (1 avsnitt)
- 1994 – Ensamma hemma (TV-serie) (1 avsnitt)
- 1996 – Småstadsliv (TV-serie) (1 avsnitt)
- 1997–2003 – Advokaterna (TV-serie) (huvudroll, 145 avsnitt)
- 1998 – Ally McBeal (TV-serie) (1 avsnitt)
- 2002 – Scrubs (TV-serie) (2 avsnitt)
- 2004–2005 – Medical Investigation (TV-serie) (huvudroll, 20 avsnitt)
- 2005 – Tredje skiftet (TV-serie) (1 avsnitt)
- 2007 – Law & Order: Criminal Intent (TV-serie) (1 avsnitt)
- 2011 – Criminal Minds (TV-serie) (1 avsnitt)
- 2011 – The Mentalist (TV-serie) (1 avsnitt)
- 2012–2013 – Army Wives (TV-serie) (huvudroll, 32 avsnitt)
- 2014–2015 – NCIS (2 avsnitt)
- 2016 – Law & Order: Special Victims Unit (TV-serie) (1 avsnitt)